# Terremoto de Siria de 1202
El gran terremoto de Oriente Medio o Gran terremoto de Siria tuvo epicentro en el suroeste de Siria la madrugada del 20 de mayo de 1202 (598 AH).
Según algunas fuentes el terremoto en si causó unas 30.000 muertes, mientras que otras fuentes de la época declaran que entre 1201 y 1202 hubo 1.100.000 muertos, causados también por la sequía y el resecamiento del río Nilo (en el norte de Egipto) y en la zona del Mediterráneo.
El terremoto se sintió en un área muy amplia, desde Sicilia a Irak y desde Anatolia hasta el Alto Egipto. Las ciudades de Tiro, Acre y Naplusa fueron gravemente dañadas. 
Según los expertos el terremoto fue de 7,6 en la escala sismológica de magnitud de momento y la intensidad de grado XI en la escala de Mercalli modificada.

## Informes sobre el terremoto
Un gran terremoto o una serie de terremotos se describen en muchas fuentes escritas en el periodo 1201-1202 (597-598 AH). No está claro si se refieren a un solo sismo con varias réplicas de gran tamaño o a más de un terremoto sin relación. Dada la rareza de estos grandes eventos en esa área se ha considerado más probable que los informes se refieran al mismo sismo. Otros investigadores han reconocido dos eventos distintos, el primero ( (Ms  = 7.5) el 6 de junio de 1201 y el segundo (Ms  = 6.8), el 20 de mayo de 1202, ocurridos en dos segmentos diferentes (aunque contiguos) de la falla del mar Muerto.